# Гуляєва
Гуля́єва (рос. Гуляева) — присілок у складі Байкаловського району Свердловської області. Входить до складу Баженовського сільського поселення.
Населення — 191 особа (2010, 246 у 2002).
Національний склад населення станом на 2002 рік: росіяни — 100 %.